# South Brook
South Brook är en ort i Kanada.   Den ligger i provinsen Newfoundland och Labrador, i den östra delen av landet, 1 500 km öster om huvudstaden Ottawa. South Brook ligger 4 meter över havet och antalet invånare är 531.
Terrängen runt South Brook är platt norrut, men söderut är den kuperad. En vik av havet är nära South Brook norrut.Trakten runt South Brook är nära nog obefolkad, med mindre än två invånare per kvadratkilometer.. Närmaste större samhälle är Springdale, 7,5 km norr om South Brook. 
I omgivningarna runt South Brook växer i huvudsak blandskog.